# Проективное представление
Проективное представление группы {\displaystyle G} на векторном пространстве {\displaystyle V} над полем {\displaystyle F} — это гомоморфизм {\displaystyle G} в проективную группу
{\displaystyle \mathrm {PGL} (V)=\mathrm {GL} (V)/F^{*},}
где {\displaystyle \mathrm {GL} (V)} — полная линейная группа, а {\displaystyle F^{*}} — нормальная подгруппа, состоящая из скалярных множителей тождественного оператора. Иными словами, это набор операторов {\displaystyle \rho (g)\in \mathrm {GL} (V),\,g\in G} таких, что
{\displaystyle \rho (g)\rho (h)=c(g,h)\rho (gh)}
для некоторой константы {\displaystyle c(g,h)\in F}.
Некоторые проективные представления можно получить из представлений {\displaystyle \mathrm {GL} (V)} с помощью факторотображения {\displaystyle \mathrm {GL} (V)\to \mathrm {PGL} (V)}. Особый интерес для алгебры представляет ситуация, когда данное проективное представление может быть «поднятно» до обычного линейного представления {\displaystyle \mathrm {GL} (V);} в общем случае препятствия к этому описываются когомологиями групп.
Важнейшим случаем являются проективные представления групп Ли, изучение которых приводит к рассмотрению представлений их центральных расширений. Во многих интересных случаях достаточно исследовать представления накрывающих групп, которым соответствуют проективные представления накрываемой группы:
- Специальная ортогональная группа {\displaystyle \mathrm {SO} (n,F)} дважды накрывается спинорной группой {\displaystyle \mathrm {Spin} (n,F)}.
- В частности, группа вращений трёхмерного пространства {\displaystyle \mathrm {SO} (3)} накрывается {\displaystyle \mathrm {SU} (2)}, изучение представлений которой соответственно имеет важнейшее значение для нерелятивистской теории спина.
- Аналогично, релятивистская теория спина начинается с рассмотрения представлений {\displaystyle \mathrm {SL} (2,\mathbb {C} )} универсального накрытия группы Лоренца {\displaystyle \mathrm {SO} ^{+}(3,1)}.
- Универсальное накрытие группы Пуанкаре есть полупрямое произведение {\displaystyle \mathbb {R} ^{3,1}\rtimes \operatorname {SL} (2,\mathbb {C} )}, представления которой дают нам классификацию Вигнера частиц и полей в физике.

Теорема Баргмана утверждает, что если двумерные когомологии {\displaystyle H^{2}({\mathfrak {g}};\mathbb {R} )} алгебры Ли {\displaystyle {\mathfrak {g}}} тривиальны, то всякое проективное унитарное представление {\displaystyle G} может быть поднятно до обычного унитарного представления {\displaystyle G}. Условия теоремы выполнены, в частности, для полупростых групп Ли и группы Пуанкаре.